# Heart a Tag
Heart a Tag (hangeul: 하트어택) è un programma televisivo sudcoreano trasmesso su Mnet ogni venerdì dal 24 aprile 2015 e presentato da Tiffany e Lee Cheol-woo.